# Early On (1964–1966)
Albums de David Bowie
ChangesBowie
(1990) Black Tie White Noise
(1993)
Early On (1964–1966) est une compilation de David Bowie parue en 1991 chez Rhino Records.

## Histoire
Comme son titre l'indique, Early On (1964–1966) rassemble des chansons enregistrées par Bowie au tout début de sa carrière, entre 1964 et 1966. Elle comprend ainsi, dans l'ordre chronologique, les deux faces des six premiers singles du chanteur, :
- Liza Jane / Louie, Louie Go Home, sorti le 5 mai 1964 chez Vocalion Records, crédité à Davie Jones with the King Bees[4] ;
- I Pity the Fool / Take My Tip, sorti le 5 mars 1965 chez Parlophone, crédité aux Manish Boys[5] ;
- You've Got a Habit of Leaving / Baby Loves That Way, sorti le 20 avril 1965 chez Parlophone, crédité à Davy Jones and the Lower Third[5] ;
- Can't Help Thinking About Me / And I Say to Myself, sorti le 14 janvier 1966 chez Pye Records, crédité à David Bowie with the Lower Third[6] ;
- Do Anything You Say / Good Morning Girl, sorti le 1er avril 1966 chez Pye Records, crédité à David Bowie[7] ;
- I Dig Everything / I'm Not Losing Sleep, sorti le 19 août 1966 chez Pye Records, crédité à David Bowie[8].

I Pity the Fool et Take My Tip figurent dans des versions alternatives, avec une piste de chant différente.
L'album propose également cinq démos inédites issues de la collection personnelle du producteur Shel Talmy,.

## Titres
Toutes les chansons sont écrites et composées par David Bowie, sauf mention contraire.
| No  | Titre                                                              | Auteur                    | Durée |
| --- | ------------------------------------------------------------------ | ------------------------- | ----- |
| 1.  | Liza Jane (face A du single Vocalion Pop V 9221)                   | Leslie Conn               | 2:18  |
| 2.  | Louie, Louie Go Home (face B du single Vocalion Pop V 9221)        | Paul Revere, Mark Lindsay | 2:12  |
| 3.  | I Pity the Fool (face A du single Parlophone R 5250)               | Deadric Malone            | 2:09  |
| 4.  | Take My Tip (face B du single Parlophone R 5250)                   |                           | 2:16  |
| 5.  | That's Where My Heart Is (démo)                                    |                           | 2:29  |
| 6.  | I Want My Baby Back (démo)                                         |                           | 2:39  |
| 7.  | Bars of the Country Jail (démo)                                    |                           | 2:07  |
| 8.  | You've Got a Habit of Leaving (face A du single Parlophone R 5315) |                           | 2:32  |
| 9.  | Baby Loves That Way (face B du single Parlophone R 5315)           |                           | 3:03  |
| 10. | I'll Follow You (démo)                                             |                           | 2:02  |
| 11. | Glad I've Got Nobody (démo)                                        |                           | 2:32  |
| 12. | Can't Help Thinking About Me (face A du single Pye 7N 1702)        |                           | 2:47  |
| 13. | And I Say to Myself (face B du single Pye 7N 1702)                 |                           | 2:29  |
| 14. | Do Anything You Say (face A du single Pye 7N 17079)                |                           | 2:32  |
| 15. | Good Morning Girl (face B du single Pye 7N 17079)                  |                           | 2:14  |
| 16. | I Dig Everything (face A du single Pye 7N 17157)                   |                           | 2:45  |
| 17. | I'm Not Losing Sleep (face B du single Pye 7N 17157)               |                           | 2:52  |

La version vinyle de la compilation omet trois titres : Liza Jane, Louie, Louie Go Home et Good Morning Girl.

## Musiciens
- David Bowie : chant, saxophone ténor, saxophone alto, guitare acoustique, harmonica, tambourin

- The King Bees (Liza Jane, Louie, Louie Go Home) :
  - George Underwood : guitare rythmique, harmonica, chœurs
  - Roger Bluck : guitare solo
  - Dave Howard : basse
  - Robert Allen : batterie

- The Manish Boys (I Pity the Fool, Take My Tip) :
  - Paul Rodriguez : saxophone ténor, trompette
  - Woolf Byrne : saxophone baryton
  - Johnny Flux (en) : guitare solo
  - Bob Solly : claviers
  - John Watson : basse
  - Mick White : batterie

- The Lower Third (You've Got a Habit of Leaving, Baby Loves That Way, I'll Follow You, Glad I've Got Nobody, Can't Help Thinking About Me, And I Say to Myself) :
  - Denis Taylor : guitare, chœurs
  - Graham Rivens : basse, chœurs
  - Phil Lancaster : batterie, chœurs

- The Buzz (Do Anything You Say, Good Morning Girl) :
  - John Hutchinson : guitare, chœurs
  - Dek Fearnley : basse, chœurs
  - John Eager : batterie, chœurs

- Autres musiciens :
  - Jimmy Page : guitare solo sur I Pity the Fool, guitare rythmique sur Take My Tip
  - Nicky Hopkins : piano sur You've Got a Habit of Leaving et Baby Loves That Way
  - Shel Talmy, Leslie Conn, Glyn Johns : chœurs sur You've Got a Habit of Leaving et Baby Loves That Way
  - Tony Hatch (en) : piano sur Can't Help Thinking About Me et Do Anything You Say
  - Derek Boyes : claviers sur Good Morning Girl
  - musiciens inconnus sur I Dig Everything et I'm Not Losing Sleep